# Batalla de Szczekociny
La Batalla de Szczekociny (en polaco, Bitwa pod Szczekocinami) se libró el 6 de junio de 1794, cerca del pueblo de Szczekociny, entre Polonia y las fuerzas combinadas del Imperio Ruso y el Reino de Prusia. Los polacos fueron conducidos por Tadeusz Kosciuszko, y los rusos y prusianos por Fiódor Denísov y Federico Guillermo.
Las fuerzas ruso-prusiana fueron las victoriosas. El héroe campesino polaco Wojciech Bartosz Głowacki murió de las heridas que sufrió durante esta batalla.